# Nikita Uglov
Nikita Uglov (Rusia, 11 de octubre de 1993) es un atleta ruso, especialista en la prueba de 4x400 m en la que llegó a ser subcampeón europeo en 2014.

## Carrera deportiva
En el Campeonato Europeo de Atletismo de 2014 ganó la medalla de plata en los relevos 4x400 metros, con un tiempo de 2:59.38 segundos, llegando a meta tras Reino Unido y por delante de Polonia (bronce), siendo sus compañeros de equipo: Maksim Dyldin, Pavel Ivashko, Vladimir Krasnov y Pavel Trenikhin.